# Ignaz Dullinger

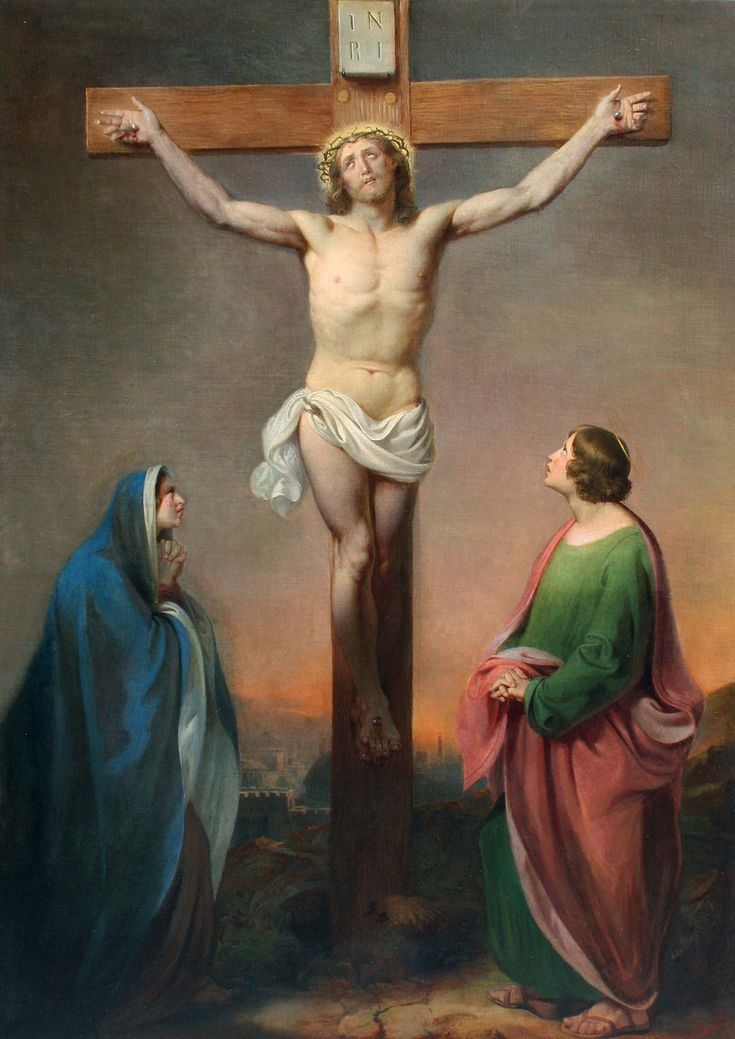
Trauer angesichts des gekreuzigten Jesus (1839)

Ignaz Dullinger (* 31. Januar 1803 in Münzkirchen; † 30. Juli 1878 in Datschitz) war ein österreichischer Hof- und Kirchenmaler.
Er wurde in der sogenannten Steinbehausung Nr. 27 in der Krämerfamilie des Joseph Dullinger und Anna Maria, geb. Altmann geboren. In der Zeit von 1817 bis 1820 war er Schüler in der Königlichen Studienanstalt in Passau. Er erhielt dort Auszeichnungen in Zeichnungs- und Schönschreibkunst. Von 1828 bis 1830 studierte er an der Akademie der Bildenden Künste Wien.
Zunächst war er in Wien tätig, wo er ab 1834 mehrmals an akademischen Ausstellungen mit Gemälden zu religiösen Themen teilnahm. In den 1830er Jahren war er als erster Zeichenlehrer von Franz Joseph I. tätig. 1836 erhielt er als Teilnehmer eines Kunstwettbewerbes der genannten Akademie von Fürst Klemens Wenzel Lothar von Metternich persönlich den zweiten Preis in der Sektion Geschichtsmalerei überreicht. Nach 1840 wurde er als Kinderlehrer von Friedrich Ferdinand Dalberg nach Dačice berufen und blieb dort lebenslang. Er fertigte Kopien einer Reihe von Porträts, Zeichnungen und Ölgemälden an, die in der Einrichtung des heutigen Staatsschlosses aufbewahrt waren.
Seine Bilder, Sonnenuhren und Wappen sind in Dačice bis heute erhalten. In den Kirchen in der Umgebung von Dačice befinden sich seine Gemälde: in Lipolec (deutsch Lipolz) die Darstellung des Todes von hl. Lambert von Neuwerk auf dem Hauptaltar und des Todes des hl. Joseph auf dem Seitenaltar (1862), in Sitzgras Altarbild in der Kirche von St. Peter und Paul (1864), in Kirchwiedern das Bild eines Heiligen auf dem Altar des hl. Johannes Nepomuk (1866). Für die Kirche des hl. Ägidius in Moravské Budějovice malte er ein Bild von hl. Wendelin.
Ignaz Dullinger wurde auf dem alten Friedhof in Dačice beigesetzt.